# 莫塞洪
莫塞洪，是西班牙卡斯蒂利亚-拉曼恰托莱多省的一个市镇。总面积30平方公里，总人口4195人（2001年），人口密度140人/平方公里。